# Museum van het Poolse Volkslied
Het Museum van het Poolse Volkslied (Pools: Muzeum Hymnu Narodowego) is een museum in het Poolse dorp Będomin dat gewijd is aan het Poolse volkslied en de schrijver ervan, Józef Wybicki (1747-1822). Het is een onderdeel van het Nationaal Museum in Gdańsk.

## Locatie en collecties
Het museum bevindt zich in het herenhuis van de familie Wybicki, gebouwd in de achttiende eeuw en tevens het geboortehuis van Józef Wybicki.
De collectie omvat onder andere een historische miniatuur grammofoonplaat van het volkslied, bladmuziek, speeldozen maar ook vele memorabilia van de schrijver van het volkslied, alsmede vele voorwerpen uit de negentiende eeuw zoals meubels, tapijten en schilderijen.